# Taron Egerton
Taron Egerton (Birkenhead, Merseyside, 10. studenog 1989.), britanski je glumac.

## Filmografija

### Film
- 2014: Testament of Youth ... Edward Brittain
- 2015: Kingsman: The Secret Service ... Gary "Eggsy" Unwin
- 2015: Legend ... Edward "Mad Teddy" Smith
- 2016: Eddie the Eagle ... Eddie "The Eagle" Edwards
- 2016: Sing ... Johnny
- 2017: Kingsman: The Golden Circle ... Gary "Eggsy" Unwin
- 2018: Billionaire Boys Club ... Dean Karny
- 2018: Robin Hood ... Robin Hood
- 2019: Rocketman ... Elton John
- 2021: Sing 2 ... Johnny
- 2023: Tetris ... Henk Rogers

### Televizija
- 2013: Lewis ... Liam Jay
- 2014: The Smoke ... Dennis "Asbo" Severs
- 2018: Watership Down ... El-Ahrairah
- 2019–2020: Moominvalley ... Moomintroll
- 2019: The Dark Crystal: Age of Resistance ... Rian
- 2022: Black Bird ... Jimmy Keene

### Kazalište
- 2012: The Last of the Haussmans ... Danny
- 2013: No Quarter ... Tommy
- 2022: Cock ... M

## Vanjske poveznice
- [neaktivna poveznica]
- Taron Egerton u internetskoj bazi filmova IMDb-u (engl.)